# Boliden AB
Boliden est une entreprise minière suédoise. Boliden est le 3e producteur européen de zinc et de cuivre. Le groupe développe également des activités de fonderie, de raffinage et de recyclage des métaux. Par ailleurs, Boliden produit de l'or, de l'argent et du plomb.
À fin 2017, le groupe dispose de 6 mines implantées en Suède (3), en Finlande (2) et en Irlande et de 5 sites de production situés en Suède (2), en Finlande (2), et en Norvège.

## Actionnaires
Liste des principaux actionnaires au 9 janvier 2022 :
| Actionnaire                                      | %      |
| ------------------------------------------------ | ------ |
| T. Rowe Price Associates (Investment Management) | 4,92 % |
| Swedbank Robur Fonder                            | 3,64 % |
| Handelsbanken Fonder                             | 3,30 % |
| BlackRock Fund Advisors                          | 3,21 % |
| Norges Bank Investment Management                | 2,75 % |
| The Vanguard Group                               | 2,61 % |
| SEB Investment Management                        | 2,12 % |
| BlackRock Advisors (UK)                          | 1,84 % |
| AMF Fonder                                       | 1,77 % |
| Söderbloms Factoringtjänst                       | 1,75 % |